# مخيم الشاطئ
مخيم الشاطئ هو ثالث أكبر المخيمات الفلسطينية وأكثرها اكتظاظا بالسكان. تأسس عام 1949 لإيواء نحو 23 ألف لاجئ نزحوا إليه من مناطق الساحل الفلسطيني وبعض مدن وقرى الوسط، يقع المخيم غرب مدينة غزة على شاطئ بحر غزة ولهذا سمي بمخيم الشاطئ.

## الموقع

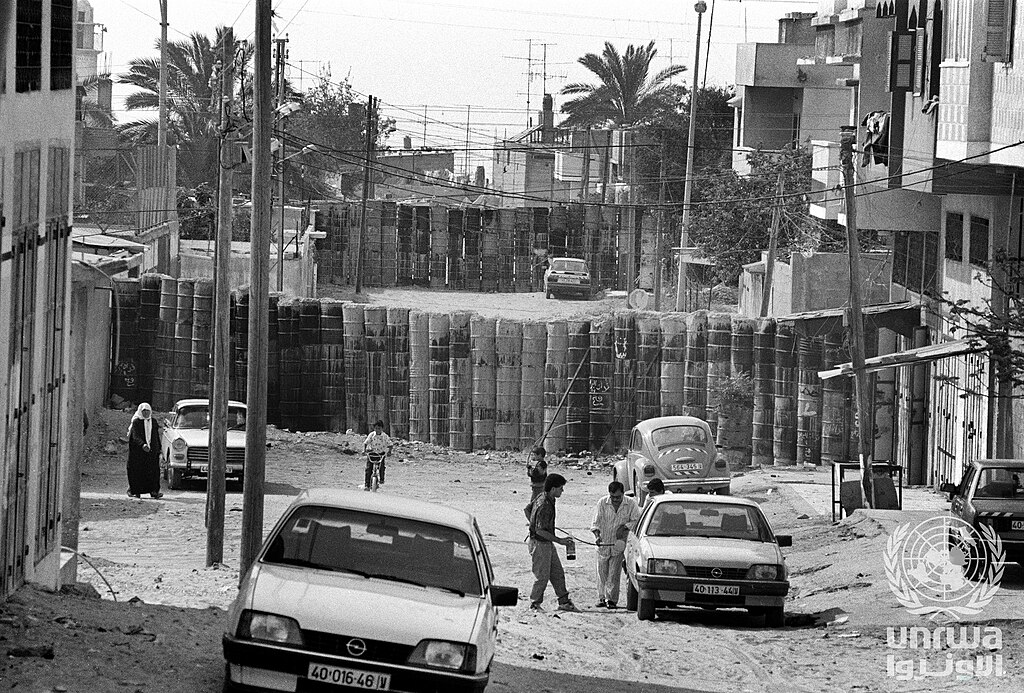
مدخل مخيم الشاطئ وقد أغلق خلال الانتفاضة الأولى

يقع المخيم في منطقة السهل الساحلي شمال غربي مدينة غزة، ويبعد عنها 4 كيلومترات، ويتبع إداريا لها، ويمتد إلى ساحل البحر المتوسط، ويرتفع عن مستوى سطح البحر نحو 25 مترا، يحد المخيم جهة الشمال حي العطاطرة من مدينة جباليا، ومن جهة الشرق يحده حي التفاح، ومن جهة الجنوب والجنوب الشرقي يحده حي الزيتون، أما غربا فيحده البحر الأبيض المتوسط، على امتداد 5 كيلومترات.

## المساحة وعدد السكان
كانت المساحة تبلغ حوالي 519 دونماً عند الإنشاء ثم تراجعت إلى 447 دونماً، أقيم المخيم لإيواء ما يقارب 23 ألف لاجئ، كانوا يقيمون في ثلاثة مخيمات متفرقة داخل مدينة غزة، الأول كان يطلق عليه اسم مخيم "حلزون"  غرب السرايا، والثاني مخيم "الجميزات" جنوب مستشفى الشفاء، والثالث مخيم "قرقش" شمال ملعب اليرموك . تعود أصول معظم سكان المخيم إلى قرى وبلدات حمامة، يافا، المجدل، الجورة، هربيا، أسدود، يبنا، بيت جرجا، كرتيا، نعليا؛ فيما ينحدر بقية السكان من زرنوقة، بيت دراس، بربرة، بئر السبع، القبيبة، السوافير، الفالوجة وغيرها من البلدات التي هُجرت سنة 1948.
وبلغ تعداد سكانه حسب تقديرات جهاز الإحصاء المركزي منتصف العام 2023 نحو 46758 لاجيء. ويمثل مخيم الشاطئ اليوم أعلى كثافة سكانية بين مخيمات قطاع غزة الثمانية.

## التحديات
- انقطاع الكهرباء[10]
- نسبة البطالة عالية
- تلوث في المياه
- عدد كبير من السكان
- القيود التي تفرضها إسرائيل على صيد السمك

## من أعلام المخيم
- الشيخ الشهيد أحمد ياسين حيث ترعرع بمخيم الشاطئ وأسس الجمعية الإسلامية على مدخله الشمالي، وكان يخطب بالمسجد الشمالي، وعندما استشهد سمي المسجد باسمه.
- خليل القوقا أحد مؤسسي حركة المقاومة الإسلامية (حماس)، وأمين عام الجمعية الإسلامية في الثمانينات التي خرّجت إسماعيل هنية، رئيس وزراء فلسطين.
- الشهيد القائد محمود عرفات الخواجا أحد مؤسسي الجناح العسكري لحركة الجهاد الإسلامي.
- الشهيد فتحي الشقاقي .
- الشهيد أبو يوسف القوقا الأمين العام لألوية الناصر صلاح الدين ـ لجان المقاومة الشعبية .
- الشهيد صلاح شحادة ، أحد مؤسسي كتائب القسام، حيث ترعرع في المخيم، وسكن بطفولته خلف منزل رئيس الوزراء إسماعيل هنيه.
- الشهيد سعيد صيام وزير الداخلية بحكومة حماس، واغتيل بحرب الفرقان عام 2009 ، حيث ترعرع فيه قبل أن ينتقل للسكن في حي الشيخ رضوان.
- الشهيد المهندس إسماعيل أبو شنب أحد مؤسسي حركة المقاومة الإسلامية (حماس)، ترعرع بالمخيم وانتقل للسكن في حي الشيخ رضوان .
- أحمد انصيو، من أوائل المطاردين في كتائب القسام.
- عبد الفتاح حميد

## المجازر في المخيم

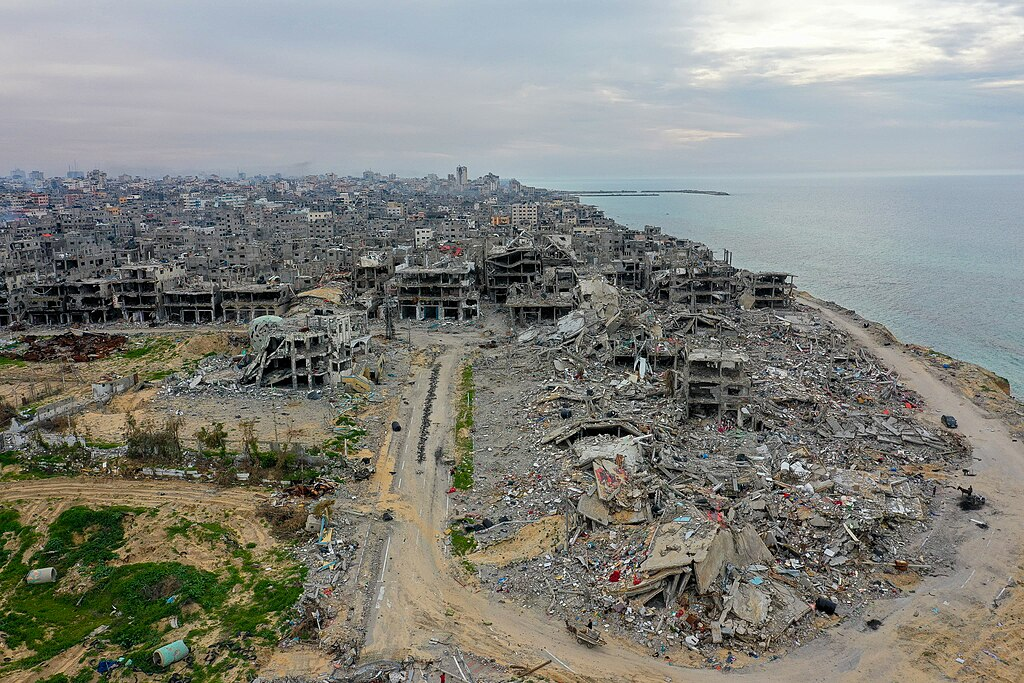
منظر جوي للدمار في مخيم الشاطئ للاجئين في قطاع غزة

منذ تأسيس المخيم شهد على الكثير من المجازر من قبل جيش الإحتلال الإسرائيلي، وهي مستمرة إثر الحرب التي تشنها إسرائيل على قطاع غزة منذ 2023.

## أعلام
- سعيد صيام
- رشيد مشهراوي
- إسماعيل هنية